# Douglas DC-9
McDonnell Douglas DC-9 (u početku poznat kao Douglas DC-9) je linijski putnički mlazni avion dizajniran za učestale, kratke letove. Proizveden je 1965. godine kada je i imao svoj prvi let. Izrađivan je sve do 1982. godine.

## Dizajn i razvoj
Douglas je pokrenuo razvojni projekt za DC-9 u travnju 1963. godine, namjeravajući izraditi zrakoplov kraćeg doleta kao pratilac njihovog četveromotornog DC-8. Za razliku od konkurentnog i neznatno većeg Boeinga 727 koji je koristio onoliko komponenti s 707 koliko je bilo moguće, DC-9 je bio posve nov u dizajnu. DC-9 je prepoznatljiv po svoja dva Pratt & Whitney JT8D turbofen motora ugrađena na zadnji dio trupa, relativno malim ali efikasnim krilima i T-repnim površinama. U većini konfiguracija putnička kabina DC-9 ima 5 redova (2+3) i ovisno o razmještaju klasa može povesti od 80 do 135 putnika.
Prvi DC-9 prototip imao je probni let u veljači 1965. godine  a drugi DC-9 poletio je nekoliko tjedana kasnije. Krajem te godine Delta Air Lines počinje redovne letove. Uz više preinaka, produživanja i redizajna zadnji DC-9 serije-50 svoj prvi let je imao 1974. DC-9 je doživio komercijalni uspjeh, izrađeno je 976 aviona a zadnji je iz tvornice izašao 1982. godine.
DC-9 je jedna od najduže korištenih zrakoplova. Njegova pouzdanosti i učinkovitost zadržala je dobru prodaju i njegovih kasnijih nasljednika. Jednan je od najuspješnijih mlaznih putničkih zrakoplova s ukupno više od 2.400 proizvedenih inačica što ga svrstava na treće mjesto odmah iza Airbusa A320 (preko 3.000 proizvedenih inačica) i Boeinga 737 (preko 5.000 proizvedenih inačica). 
U 1980. godini DC-9 su naslijedili avioni MD-80 serije (izvorno nazvani DC-9-80). Avion je produženi model DC-9-50 s većom maksimalnom težinom uzlijetanja većim krilom, novim glavnim podvozjem i većim spremnicima za gorivo. Na MD-80 serije ugrađivane su razne inačice Pratt & Whitney JT8D turbofen motora s kojima je avion imao veći potisak od onog na DC-9. 
Iz MD-80 serije se u ranim 1990-im razvija McDonnell Douglas MD-90 s još dužim trupom, EFIS opremljenom pilotskom kabinom (prvi put uvedena MD-88) i potpuno novim International Aero V2500 turbofen motorima. U odnosu na vrlo uspješnu MD-80 izrađen je relativno mali broj MD-90. 
Konačna inačica DC-9 grupe bio je MD-95 koji je nakon spajanja McDonnell Douglasa i Boeinga 1997. godine, prije svoje prve isporuke, preimenovan u Boeing 717-200. Trup aviona i krila su vrlo slični onima na DC-9-30, ali je većina komponenti rađena od lakših, modernih materijala. Avion pogone dva Rolls-Royce BR715 turbofen motora.

## Inačice
DC-9-10: Najraniji je i najmanji DC-9 s dužinom od 31,8 m najvećom težinom od 37.000 kg. Ugrađivani su Pratt & Whitney JT8D-5 motori od 56 kN ili JT8D-7 motori s 62 kN. Ukupno je izrađeno 137 aviona. Modeli ove serije su -11, -12, -13, -14, -15,-15F-15RC. Prvi korisnik bila je Delta Air Lines. 
DC-9-20: Dizajniran je prema zahtjevima SAS-a za mogućnost korištenja kraćih pista koristeći jače motore, poboljšana krila s inačice -30 u kombinaciji s kraćim trupom koji se koriste na inačici -10. Ukupno je izrađeno 20 aviona i svi su Model -21. Jedan DC-9-21 (informacija od travnja 2008.) koristi se kao platforma za skakanje padobranaca na zračnoj luci u Perrisu, Kalifornija. U tu svrhu sa zrakoplova je maknuto zadnje stepenište.
DC-9-30: -S 662 aviona ovo je najproizvođenija serija. Prvi korisnik od veljače 1967. bio je Eastern Airlines. Na avionu je produžen trup za 4,5 m a raspon krila je uvećan za 0,9 m. Predkrilca su ugrađena uzduž cijele napadne ivice što je poboljšalo osobine uzlijetanja i slijetanja.  Ukupna težina uzlijetanja iznosi 50.000 kg. Na modele -31, -32, -33 i -34 ugrađivani su P & W JT8D-7 i JT8D-9 motori s 64 kN potiska ili JT8D-11 s 67 kN potiska. 
DC-9-40: Dodatno produžena inačica s kojom je SAS počeo letjeti u ožujku 1968. godine.  S dva metra dužim trupom u avion se moglo smjestiti 125 putnika.  Izrađeno je 71 zrakoplov -40 serije a na njih su ugrađivani Pratt & Whitney motori snage od 64 do 71 kN.  
DC-9-50: Serija -50 najveći je DC-9. S dodatnim produženjem od 2,5 m avion je imao 139 sjedišta. S komercijalnim letovima u kolovozu 1975. započela je kompanija Eastern Airlines. Inačica uključuje niz poboljšanja, novi interijer putničke kabine i jače JT8D-15 ili -17 motore s 71 i 73 kN potiska. McDonnell Douglas isporučio je 96 aviona, svi model -51. Od drugih inačica -50 se razlikuje po ugrađenim stabilizatorima na prednjem dijelu trupa ispod pilotske kabine. 

### Vojni idržavni zrakoplovi
C-9: Nekoliko aviona serije -30 s ugrađenim teretnim vratima kupile su Oružane snage SAD-a. C-9A Nightingale konfiguracija je za prijevoz medicinskog osoblja Ratnog zrakoplovstva SAD-a. C-9b Skytrain II koristi Ratna mornarica SAD-a kao logističku podršku, premještanje osoblja i manje količine tereta. 
VC-9C je VIP inačica u službi Ratnog zrakoplovstva SAD-a koji se koriste za transport pripadnika američkog kabineta i visokih vojnih dužnosnika. 
Inačice DC-9 također se koriste u Ratnom zrakoplovstvu Kuvajta i Ratnom zrakoplovstvu Italije.

## Usporedba
|                          | DC-9-10                      | DC-9-20                 | DC-9-30                                 | DC-9-40                                 | DC-9-50                         |
| Putnici (1 klasa)        | 90                           | 90                      | 115                                     | 125                                     | 135                             |
| MTOW                     | 41.100 kg                    | 44.500 kg               | 49.900 kg                               | 51.700 kg                               | 54.900 kg                       |
| Dolet                    | 2.340 km                     | 3.430 km                | 3.030 km                                | 3.120 km                                | 3.030 km                        |
| Brzina krstarenja        | 903 km/h                     | 896 km/h                | 917 km/h                                | 917 km/h                                | 898 km/h                        |
| Dužina                   | 31,82 m                      | 31,82 m                 | 36,37 m                                 | 38,28 m                                 | 40,72 m                         |
| Raspon krila             | 27,25 m                      | 28,47 m                 | 28,47 m                                 | 28,47 m                                 | 28,47 m                         |
| Visina (u repnom dijelu) | 8,38 m                       | 8,38 m                  | 8,38 m                                  | 8,38 m                                  | 8,38 m                          |
| Motori (2x)              | Pratt & Whitney JT8D-5 ili 7 | Pratt & Whitney JT8D-11 | Pratt & Whitney JT8D-7, -9, -11 ili -15 | Pratt & Whitney JT8D-7, -9, -11 ili -15 | Pratt & Whitney JT8D-15 ili -17 |
| Potisak                  | 62,275 N                     | 66,723 N                | 68,947 N                                | 68,947 N                                | 71,172 N                        |

## Vanjske poveznice
- DC-9 - Boeing.com
- Povijest DC-9 - Boeing.com
- McDonnell Douglas DC-9-10/20/30 airliners.net
- McDonnell Douglas DC-9-40/50 airliners.net